# 浪馬軍

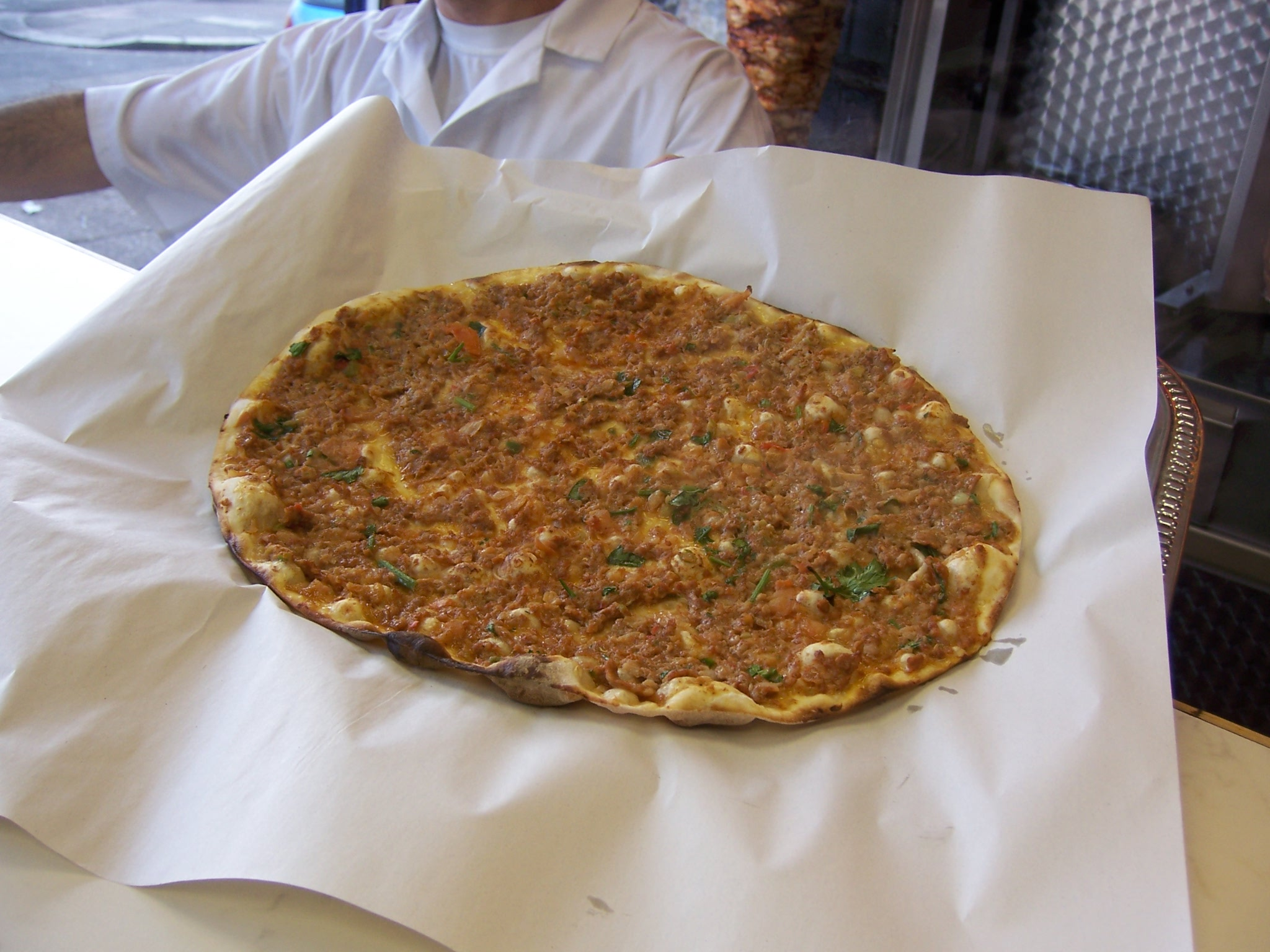
浪馬軍

浪马军（Lahmacun）是土耳其的一种薄饼卷烤肉。在“肥沃新月”地区（巴勒斯坦，黎巴嫩，叙利亚，约旦到伊朗）尤为常见。 
在土耳其，经营浪马军的铺子叫“浪马军沙龙”。 浪马军还可以和烤肉串一起上桌：把串烧的肉浇上“醡汁”（土耳其，希腊酸奶酱）卷在浪马军里就可以捧吃。土耳其东南的乌法省和嘎兹安帖省是举国闻名的浪马军之乡。 这两个省有两种不同的风味。 乌法尚洋葱，安贴尚蒜。 
在黎巴嫩人众多的阿根廷，有一种和浪马军做法和风味相似， 但却摺成三角形的面食，叫“阿拉伯餃子”。

## 做法
和肉末，葱末，西红柿粒，孜然，香菜，油盐胡椒等随意。面团稍微发起。 分小团擀薄擀圆。铺和好的肉末于薄麵。 石炉烘烤最佳。
在中东，和浪马军相似的面食很多种，但是通常只有土耳其东南那种薄饼，几乎和意大利披萨大小相仿的，才叫浪马军。 相似的除了黎巴嫩人的“阿拉伯餃子”，还有鞋状稍厚的“斯菲哈”，也是通过黎巴嫩人传到巴西等地。